# NK Radnik Velika Gorica
El NK Radnik Velika Gorica fue un equipo de fútbol de Croacia que alguna vez jugó en la Prva HNL, la primera división de fútbol en el país.

## Historia
Fue fundado en el año 1945 en la localidad de Velika Gorica en el estado de Zagreb y durante la época de Yugoslavia pasó jugando en las divisiones regionales de Zagreb hasta la separación de Yugoslavia y la independencia de Croacia en 1991.
Tras la independencia de Croacia se convirtió en uno de los equipos fundadores de la Druga HNL en 1992 y se convirtieron en el primer campeón de la segunda categoría.
En la temporada de 1992/93 debutan en la Prva HNL y terminan en 13.er lugar, pero descienden en la temporada siguiente luego de quedar en último lugar entre 18 equipos.
Posteriormente pasa 4 temporadas en la Druga HNL hasta su descenso a la Treca HNL en 1998 y pasó entre esa liga y la liga de Zagreb hasta su desaparición en 2009 luego de que se fusiona con el Polet Busevec para crear al HNK Gorica.

## Palmarés
- Druga HNL - Norte: 1

1992
- Primera Liga de Zagreb: 2

2004/05, 2005/06

## Temporadas
| Temporada | Liga           | Liga | Liga | Liga | Liga | Liga | Liga | Liga | Liga   | Copa       |
| Temporada | División       | J    | G    | E    | P    | GF   | GC   | Pts  | Pos.   | Copa       |
| --------- | -------------- | ---- | ---- | ---- | ---- | ---- | ---- | ---- | ------ | ---------- |
| 1992      | 2. HNL Norte   | 10   | 7    | 1    | 2    | 22   | 9    | 15   | 1º ↑   |            |
| 1992–93   | 1. HNL         | 30   | 9    | 7    | 14   | 30   | 52   | 25   | 13.º   |            |
| 1993–94   | 1. HNL         | 34   | 3    | 2    | 29   | 17   | 109  | 8    | 18.º ↓ | 1.ª Ronda  |
| 1994–95   | 2. HNL Oeste   | 36   | 16   | 5    | 15   | 49   | 47   | 53   | 7.º    | 1.ª Ronda  |
| 1995–96   | 2. HNL Oeste   | 34   | 10   | 7    | 17   | 44   | 55   | 37   | 13.º   |            |
| 1996–97   | 2. HNL Centro  | 30   | 11   | 11   | 8    | 37   | 24   | 44   | 6.º    |            |
| 1997–98   | 2. HNL Centro  | 32   | 16   | 10   | 6    | 47   | 27   | 58   | 6.º    |            |
| 1998–99   | 3. HNL Centro  | 30   | 12   | 10   | 8    | 47   | 38   | 46   | 7.º    |            |
| 1999–2000 | 3. HNL Centro  | 28   | 11   | 5    | 12   | 39   | 46   | 38   | 5.º    | 1.ª Ronda  |
| 2000–01   | 3. HNL Centro  | 30   | 17   | 4    | 9    | 75   | 43   | 55   | 4.º    |            |
| 2001–02   | 3. HNL Centro  | 30   | 12   | 6    | 12   | 52   | 35   | 42   | 9.º    | Preliminar |
| 2002–03   | Liga de Zagreb | 29   | 19   | 4    | 6    | 90   | 38   | 61   | 3º     |            |
| 2003–04   | Liga de Zagreb | 30   | 17   | 6    | 7    | 63   | 24   | 57   | 3º     |            |
| 2004–05   | Liga de Zagreb | 30   | 23   | 2    | 5    | 100  | 26   | 71   | 1º     |            |
| 2005–06   | Liga de Zagreb | 30   | 22   | 5    | 3    | 84   | 18   | 71   | 1º ↑   |            |
| 2006–07   | 3. HNL Oeste   | 34   | 12   | 9    | 13   | 48   | 46   | 45   | 14.º   |            |
| 2007–08   | 3. HNL Oeste   | 34   | 13   | 5    | 16   | 47   | 48   | 44   | 10.º   |            |
| 2008–09   | 3. HNL Oeste   | 34   | 11   | 7    | 16   | 38   | 46   | 40   | 15.º   |            |